# چیولا ویستا-اوریسون (تگزاس)
چیولا ویستا-اوریسون (به انگلیسی: Chula Vista-Orason) یک منطقهٔ مسکونی در ایالات متحده آمریکا است که در شهرستان کمرون، تگزاس واقع شده‌است. چیولا ویستا-اوریسون ۱٫۳ کیلومتر مربع مساحت و ۳۹۴ نفر جمعیت دارد.